# Осек (Тшебницький повіт)
Осек (пол. Osiek) — село в Польщі, у гміні Жміґруд Тшебницького повіту Нижньосілезького воєводства.
Населення — 338 осіб (2011).
У 1975-1998 роках село належало до Вроцлавського воєводства.

## Демографія
Демографічна структура станом на 31 березня 2011 року:
|          | Загалом | Допрацездатний вік | Працездатний вік | Постпрацездатний вік |
| -------- | ------- | ------------------ | ---------------- | -------------------- |
| Чоловіки | 171     | 31                 | 121              | 19                   |
| Жінки    | 167     | 30                 | 99               | 38                   |
| Разом    | 338     | 61                 | 220              | 57                   |